# Corydoras coriatae
Corydoras coriatae es una especie de pez de la familia Callichthyidae en el orden de los Siluriformes.

## Morfología
Los machos pueden llegar alcanzar los 6,5 cm de longitud total.

## Distribución geográfica
Se encuentran en la cuenca del río Ucayali, en Perú.